# Vanilla roscheri
Espèce
Vanilla roscheri est une espèce de plantes à fleurs de la famille des Orchidaceae que l'on trouve au Kenya, en Somalie, au Mozambique, en Tanzanie, en Éthiopie et en Afrique du Sud.

## Description
C'est une orchidée aphylle, c'est-à-dire qu'elle ne produit aucune feuille.

## Publication originale
- Heinrich Gustav Reichenbach, Linnaea no 41, 1876, p. 65.